# المهزة
المهزة هي قرية في جزيرة سترة شرق مملكة البحرين وتقع في الساحل الشرقي للجزيرة. تقع القنصلية البرتغالية في القرية.